# NGC 6490
NGC 6490 (również PGC 61079 lub UGC 11033) – galaktyka eliptyczna (E-S0), znajdująca się w gwiazdozbiorze Herkulesa. Odkrył ją Albert Marth 11 maja 1864 roku.